# David Mazouz
David Albert Mazouz (IPA: [daˈvɪd maˈzʊːz]; Los Angeles, 19 febbraio 2001) è un attore statunitense, conosciuto principalmente per il suo ruolo di Bruce Wayne nella serie televisiva statunitense Gotham e quello di Jake Bohm in Touch.

## Biografia
Proveniente da una famiglia ebraica sefardita, David è figlio di Michel Mazouz, un medico originario della Tunisia, e Rachel Cohen, una psicoterapeuta di origini greche; ha inoltre una sorella, Rebecca. Dal 2015 studia presso la Shalhevet High School, una scuola ebraica di ispirazione moderno-ortodossa.
David ha iniziato a recitare a soli otto anni con apparizioni in spot pubblicitari a fianco di Kiefer Sutherland, a cui si è riunito nel 2012 nel cast della serie Touch.
Pur recitando in altre serie e anche al cinema, nel 2014 ottiene quella che a tutt'oggi è la sua parte più famosa: il ruolo del giovanissimo Bruce Wayne nella serie Gotham.

## Filmografia

### Cinema
- Coming & Going, regia di Edoardo Ponti (2011)
- Sanitarium, regia di Bryan Ortiz (2013)
- L'inventore di giochi (The Games Maker), regia di Juan Pablo Buscarini (2014)
- Incarnate - Non potrai nasconderti (Incarnate), regia di Brad Peyton (2016)
- The Darkness, regia di Greg McLean (2016)
- The birthday cake - Vendetta di famiglia, regia di Jimmy Giannopoulos (2021)
- nothing, except everything., regia di Wesley Wang (2023)

### Televisione
- La forza del perdono (Amish Grace), regia di Gregg Champion – film TV (2010)
- Mike & Molly – serie TV, episodio 1x07 (2010)
- Private Practice – serie TV, episodio 4x21 (2011)
- Criminal Minds – serie TV, episodio 7x10 (2011)
- The Office – serie TV, episodio 8x05 (2011)
- Touch – serie TV, 26 episodi (2012-2013)
- Mio caro stupidiario (Dear Dumb Diary), regia di Kristin Hanggi – film TV (2013)
- Drop Dead Diva – serie TV, episodio 6x04 (2014)
- Gotham – serie TV, 90 episodi (2014-2019)
- Day by Day – serie TV, episodio 1x05 (2020)

### Doppiaggio
- I Griffin (Family Guy) – serie animata, episodio 16x9 (2017)

## Doppiatori italiani
Nelle versioni in italiano dei suoi film, David Mazouz è stato doppiato da:
- Riccardo Suarez in Touch e L'inventore di giochi
- Edoardo Miriantini in Mio caro stupidiario
- Lorenzo Crisci in Gotham
- Mattia Fabiano in Incarnate - Non potrai nasconderti